# Banisia messoria
Banisia messoria är en fjärilsart som beskrevs av Paul E. Whalley 1976. Banisia messoria ingår i släktet Banisia och familjen Thyrididae. Inga underarter finns listade i Catalogue of Life.